# Nino (cantante)
Amir Rešić, más conocido como Nino (n. 22 de enero de 1964 - f. 18 de octubre de 2007) fue un cantante de Bosnia en los años '90. Popular en Serbia y en Bosnia y Herzegovina.

## Biografía
Nino pasó toda su juventud en su ciudad natal en Bosnia, que entonces era aún parte de Yugoslavia. Poco antes del estallido de la guerra en Bosnia, se trasladó a Kruševac para comenzar una carrera como cantante. Allí grabó su primer álbum Nar y luego se trasladó a Belgrado, donde grabó la mayoría de sus otros álbumes.
Después de que él se retiró con su esposa de su segundo matrimonio, dejó a Serbia en 2004 y regresó a Bosnia. Vivió principalmente en Sarajevo
Después de trasladarse a la ciudad serbia de Kruševac en la década de 1980, Rešić se convirtió desde el islam a la Iglesia ortodoxa serbia, y cambió su nombre musulmán de Amir por el cristiano Nikola, ya que su esposa de entonces será seguidora de dicha fe. En 2004, volvió al islam, recuperando su nombre Amir.
En 2007, murió por una perforación del páncreas

## Discografía
- Nar (1991)
- Što Mi Noći Nemaju Svanuća (1992)
- Zbogom Mala (1993)
- Šta Cu Mala S' tobom (1994)
- Tvoje Oči (1995)
- Tebe Zelim Noćas (1996)
- Za Prošlu Ljubav (1997)
- Ko Te Samo Takne (1998)
- Kraljica Balkana (1999)
- Trebaš Mi (2000)
- Dvanaest Meseci (2001)
- Opet Onaj Stari (2003)
- Novembar 05 (2005)
- Jedan Na Jedan (2006)